# Отцјепљење Републике Српске
Отцјепљење Републике Српске је тежња ентитета Републике Српске да стекне независност од Босне и Херцеговине.
Дејтонским споразумом, којим је окончан рат у Босни и Херцеговини, створена је федерална република Босна и Херцеговина, састављена од два ентитета — Републике Српске, коју претежно насељавају Срби, и Федерације Босне и Херцеговине, коју претежно насељавају Бошњаци и Хрвати. Првих година након рата, за босанске Србе се сматрало да су „против Дејтона”, међутим од 2000. године Срби су вјерне присталице Дејтонског споразума и очувања Републике Српске, док Бошњаци на Републику Српску гледају као на нелегитимну творевину. Референдум о независности Црне Горе из 2006. године и Декларација о независности Косова 2008. године покренули су питање референдума у Републици Српској и могућност уједињења са Србијом. Владајућа странка Републике Српске СНСД 2015. године је дала изјаву да ће у 2018. години бити одржан референдум о независности уколико се не одржи аутономија Републике Српске, као и криза у земљи везана за правосудна и полицијска питања.

## Позадина
Током ратова на територији некадашње Југославије, циљ Републике Српске (РС), територије под контролом Срба у Социјалистичкој Републици Босни и Херцеговини, био је уједињење са осталим „српским земљама” — Републиком Српском Крајином (РСК, у Хрватској), Републиком Србијом и Републиком Црном Гором (у СР Југославији). Западна Српска Федерација била је пројекат уједињења двије независне српске државе, РС и РСК.
Политичко руководство Срба и Хрвата договорило се око подјеле Босне и Херцеговине на састанку у Карађорђеву 1991. године и договором у Грацу 1992. године, којим је земља требало да се подијели на три дијела. Преговори између Срба и Хрвата такође су резултирали да се хрватске снаге окрену против Армије Републике Босне и Херцеговине што је довело до Муслиманско-хрватског сукоба, од 1992. до 1994. године. Пропали договор у Грацу требало је да успостави малу Бошњачку Републику. Дејтонски споразум (новембар - децембар 1995) окончао је рат и створио савезну републику Босну и Херцеговину, састављену од два ентитета, Бошњацима и Хрватима насељене Федерације Босне и Херцеговине и Србима насељене Републике Српске. Како је напоменуо стручњак за међународне односе Нилс ван Вилиген: „Док се босански Хрвати и босански Срби могу поистовјећивати са Хрватском и Србијом респективно, одсуство бошњачке државе довело је до тога да су Бошњаци јако посвећени Босни као јединственом политичком ентитету”.

## Историја

### Након рата
Биљана Плавшић је 12. децембра 1996. године позвала на отцјепљење Републике Српске и уједињење са Савезном Републиком Југославијом; пошто је то у супротности са Дејтонским споразумом, Организација за европску безбиједност и сарадњу натјерала је Биљану да јавно повуче изјаву. Пропагандни текстови појавили су се 1996. године позивајући на стварање Бошњачке Републике.

### 2000-е
Првих година након рата, за босанске Србе се сматрало да су „против Дејтона”, међутим од 2000. године Срби су вјерне присталице Дејтонског споразума и очувања Републике Српске. Истовремено, бошњачка Странка за Босну и Херцеговину позива на укидање Републике Српске.
У Бања Луци су 15. јуна 2006. године одржане демонстрације на којим је тражено да, у случају да Косово постане независно, Република Српска мора одржати референдум о независности. У 2007. години, плебисцит Републике Српске предан је Народној скупштини којим је затражен референдум о независности. Бошњачки и хрватски члан Предсједништва затражили су укидање ентитета. Амерички научник Валид Фарес (каснији Трампов савјетник) тврдио је да Република Српска треба да има иста права као и Косово.
Од проглашења независности Косова, Срби су позвали Милорада Додика да испуни своја обећања и одржи референдум, Додик је од тада рекао да ће одржати референдум само ако буде угрожена аутономија Републике Српске. Упркос томе, законодавци босанских Срба су 21. фебруара 2008. године усвојили Резолуцију којом се тражи референдум о независности уколико већина чланова Уједињених нација, посебно чланова Европске уније, признају проглашење независности Косова. Након што је усвојена резолуција, Сједињене Америчке Државе су укинуле помоћ Савезу независних социјалдемократа (СНСД), а Европска унија је осудила резолуцију. Савјет за провођење мира, који надгледа Босну и Херцеговину, изјавио је да ентитети државе немају право на отцјепљење. Високи представник за Босну и Херцеговину, Мирослав Лајчак, рекао је да Република Српска „апсолутно нема право” да се отцијепи и да ће употријебити своја бонска овлашћења „ако буде пријетње миру и стабилности или Дејтонском мировном споразуму”, „Република Српска нема право да се отцијепи од Босне и Херцеговине, а истовремено нико не може једнострано укинути Републику Српску”.
У интервјуу, Додик је изјавио да, ако већина земаља призна самопроглашену независност Косова, то би легитимизирало право на сецесију и додао да „не види ни један разлог зашто РС не би требало да добије право на самоопредјељење, право предвиђено у међународним конвенцијама”. Предсједник Србије Борис Тадић изјавио је да Србија не подржава распад Босне и Херцеговине и да, као гарант Дејтонског споразума који је донио мир Босни и Херцеговини, подржава њен територијални интегритет.

### 2010-е
Према анкети босанских Срба проведеној у новембру 2010. године, 88% би подржало референдум који би донио Републици Српској независност од Босне и Херцеговине.
Република Српска планирала је расписивање референдума о напуштању босанских државних федералних институција, али је то онемогућено од стране ЕУ.
Милорад Додик је 2012. године рекао да ће Република Српска једног дана бити независна. Наредне године дошло је до разговора о овом питању. Стивен Мејер, некадањи директор ЦИА-е и експерт за Балкан, рекао је 2013. и 2014. године да вјерује да ће Република Српска постати независна на вријеме, да је Босна и Херцеговина измишљена држава која постоји само на папиру и да људи треба да одлучују за себе.
Највећа српска странка у Босни и Херцеговини, СНСД, усвојила је резолуцију у априлу 2015. године у којој се наводи да, уколико РС не буде могла да ојача своју аутономију, скупштина РС ће одржати референдум како би се одвојила од Федерације Босне и Херцеговине 2018. године. Иако овај референдум о државном суду и тужилаштву "не би ослабио државно правосуђе", он би "дестабилизирао земљу", како кажу поједини правни експерти у БиХ. СДА, највећа странка у Босни и Херцеговини, усвојила је резолуцију у мају 2015. године у којој ће земља бити реорганизована у пет регија - укидањем Републике Српске. Милорад Додик је упозорио у новембру 2015. године да, ако Уставни суд не буде реформисан, држава ће се распасти.
У јануару 2016. године, Додик је рекао да су амерички лобисти тражили милијарду долара у замјену за независност за 10 до 15 година. Амерички аналитичари тврде да ће РС постати независна до 2025. године.
Децембра 2016. године, високи представник Валентин Инцко пријетио је да ће "сепаратизам", референдум о независности Републике Српске, приморати на међународну "интервенцију". Он је такође изјавио да међународна заједница никада неће признати независну Републику Српску, а да има овлашћења да замијени предсједника Републике Српске Милорада Додика, "али су та времена прошла. Данас желимо домаћа рјешења и одговорност".
Маја 2017. године Стивен Мејер је, говорећи о ситуацији у Македонији и на Косову и о могућности стварања Велике Албаније, такође изјавио да је Босна и Херцеговина "далеко од уједињене земље", и у јулу је рекао да "остаје само земља по имену; фикција која је ствара само у умовима застарјелих, углавном америчких и неких европских дипломата средњег нивоа."
У јуну и опет у септембру 2017. године, предсједник Републике Српске Милорад Додик изјавио је да су одустали од планова за референдум о независности најављен за 2018. годину.
У новембру 2017. године, члан Предсједништва БиХ Бакир Изетбеговић запријетио је ратом ако се Република Српска одлучи за независност, а истовремено је рекао да Босна и Херцеговина треба да призна независност Косова. О овом питању одржана је дискусија у емисији Глобално на Радио-телевизији БН 22. новембра 2017. године.

### 2020-е
2021 године почетком политичке кризе у бих које је почело изненадном оставком Валентина Инцка и долазак неизабраног представника Кристијана Шмита 27 јула је република српска започела бојкот у раду институција бих
Током марта и априла 2024 председник Републике Српске Милорад Додик изјавио је да ће свесрпски сабор бити одржан након усвајање резолуције о Сребреници. Пошто је планирано било да се одржи почетком маја одложена је за 23 мај. Додик је рекао да ће свесрпски сабор највероватније бити у суботу 8. јуна 2024. Дана 23 маја 2024 генерална скупштина УН усвојила је резолуцију о геноциду у Сребреници којим је 11 јул обележава као дан масакра у Сребреници. Одмах након усвајања стигле су претње Милорада Додика да ће спровести план за мирно раздруживање у наредних 30 дана. Дана 30 маја именована је радна група за израду споразума о мирном раздруживању. Дана 8 јуна 2024 одржан је свесрпски сабор где је представљена Декларација о заштити националних и политичких права и заједничкој будућности српског народа.средином јуна почело је увођење санкција свим фирмама у Републици Српској који су повезани са Милорадом Додиком. Док је 20 јуна споразум о мирном раздруживању завршен а дан касније је влада РС изјавила да је споразум припремљен и да ће за 9 дана 30 јуна када је и коначан рок бити понуђен Федерацији Босне и Херцеговине. 2 јула 2024 године НС Републике Српске потписала је декларацију која је усвојена на свесрпском сабору 8 јуна 2024. 1 јула седница Републике српске је донела назив за споразум о мирном раздруживању споразум о регулисању односа Републике Српске и Федерације Босне и Херцеговине у складу са Дејтонским споразумом и међународним актима.

## Анкете
| Датум            | Извор                                     | Испитаници                   | За     | Против |
| ---------------- | ----------------------------------------- | ---------------------------- | ------ | ------ |
| 15–21. јун 2007. |                                           | 1.699 (992 у РС, 707 у ФБиХ) | 51%    | 46%    |
| новембар 2010.   | Gallup Balkan Monitor                     | Срби                         | 88%    |        |
| 17–20. јул 2015. | Центар за друштвена истраживања и анализе | 1.414                        | 53,54% | 15,34% |